# Dear... (Kの曲)
「dear...」（ディア）は、2010年10月27日にリリースした韓国人歌手・Kの日本で13枚目のシングル。

## 収録曲

### 初回生産限定盤A
CD
1. dear... [5:31]
（作詞・編曲：K・寺岡呼人、作曲：K）
2. dear... [Live at KOBE] [5:42]
（作詞：K・寺岡呼人、作曲：K）
3. Lately [Live at KOBE] [5:57]
（作詞・作曲：スティーヴィー・ワンダー）

DVD
1. dear... ミュージックビデオ
2. Piano Man ライブビデオ

### 初回生産限定盤B
CD
1. dear...
2. ハラボジの手紙 [Live at KOBE] [9:04]
（作詞：K・jam、作曲：K）
3. Piano Man [Live at KOBE] [5:54]
（作詞・作曲：ビリー・ジョエル）

DVD
1. dear... ミュージックビデオ
2. Lately ライブビデオ

### 通常盤
1. dear...
2. Traveling Song [3Peaces Studio Rec Ver.] [3:55]
（作詞・編曲：K、編曲：K・松ヶ下宏之）
3. You've got a friend [Live at KOBE] [6:12]
（作詞・作曲：キャロル・キング）

特典
- 6つ折りKアーティスト写真ポスター封入